# Musikåret 1857

## Händelser
- 7 januari – Franz Liszt dirigerar i Weimar uruppförandet av sin Pianokonsert nr 2 med Hans von Bronsart som solist.
- 27 januari – Hans von Bülow uruppför Franz Liszts Pianosonat i h-moll i Berlin.
- 14 mars – Stephen Foster säljer alla sina rättigheter till sin förläggare för 1872,28 dollar.
- 4 juli – Georges Bizet vinner Prix de Rome.

## Publicerad musik
- James Lord Pierpont – Jingle Bells (”Bjällerklang”)

## Födda
- 17 januari – Wilhelm Kienzl, österrikisk tonsättare.
- 3 mars – Alfred Bruneau, fransk tonsättare.
- 21 april – Paul Dresser, amerikansk kompositör.
- 23 april – Ruggiero Leoncavallo, italiensk tonsättare.
- 29 april – František Ondříček, tjeckisk violinist och tonsättare.
- 9 maj – Luigi Illica, Italiensk librettist.
- 2 juni – Edward Elgar, engelsk tonsättare.
- 8 augusti – Cécile Chaminade, fransk tonsättare och pianist.
- 20 augusti – Gösta Geijer, svensk tonsättare och författare.
- 8 september – Olga Björkegren, svensk operasångare.
- 13 oktober – Alfred Berg, svensk tonsättare, dirigent och körledare, känd som "Fader Berg".
- 18 december – Rosa Newmarch, engelsk musikskriftställare.
- 30 december – Sylvio Lazzari, italiensk tonsättare och dirigent.

## Avlidna
- 15 februari – Michail Glinka, 52, rysk tonsättare.
- 14 maj – Jacob Niclas Ahlström, 51, svensk pianist, dirigent och tonsättare.
- 15 juli – Carl Czerny, 66, österrikisk tonsättare.
- 16 juli – Pierre-Jean de Béranger, 76, fransk kompositör.
- 23 oktober – Pehr Westerstrand, 72, svensk ämbetsman, musiker, teaterchef, författare och tonsättare.
- 11 december – François-Henri-Joseph Castil-Blaze, 73, fransk tonsättare och musikskriftställare.